# Georg Buchholtz junior
Georg Buchholtz junior (niem. Buchholtz der Jüngere; ur. 3 listopada 1688 w Kieżmarku, zm. 3 sierpnia 1737 r. tamże) – spiskoniemiecki nauczyciel, duchowny ewangelicki, przyrodnik. Badacz Tatr i Niżnych Tatr, Spiszu i Liptowa. Autor najstarszej znanej panoramy Tatr, narysowanej w 1717 r. znad Wielkiej Łomnicy.
Był synem Georga Buchholtza starszego (1643-1724) i bratem Jakoba Buchholtza (1696-1758).
W latach 1714—1723 pracował jako rektor szkoły łacińskiej w liptowskiej Paludzy. W tym czasie nawiązał kontakt z wybitnym encyklopedystą tamtych czasów, Matejem Belem z Preszburgu. Na jego prośbę zebrał i opisał szereg osobliwości Liptowa, Orawy i Spiszu, potrzebnych Belowi do jego przyszłej pracy. M. in. zbadał w tym czasie także znane wówczas jaskinie w Dolinie Demianowskiej.